# Озеренское (сельское поселение)
Озеренское сельское поселение — упразднённое муниципальное образование в составе Венёвского района Тульской области России.
Административный центр — село Гати.

## Населенные пункты
На территории поселения находились:
- сёла: Гати, Березово, Грибовка, Медведки, Поветкино, Прудищи[2], Урусово, Щучье.
- посёлки: Белгородский, Каменный, Свиридовский.
- деревни: Артемовка, Бельцы, Большие Заломы, Вотчинка, Ключевое, Княжево, Островки, Причаль, Рассылкино, Свиридово 2-е, Талызино, Хмелевая, Щепиловка.
- слободы: Коломенская, Озеренская, Пушкарская, Стрелецкая.
- разъезд: Ольховка